# طبقة (ليبيا)
طبقة أو طبڤة هي بلدة في شعبية الجبل الغربي في ليبيا. تقع غرب منطقة الغربية.

## روابط خارجية
- "خريطة الطبقة - صور الأقمار الصناعية للطبڤة"